# 이라클리오스
이라클리오스 또는 헤라클리우스(라틴어: Flavius Heraclius Augustus, 그리스어: Φλάβιος Ἡράκλειος, 575년 - 641년 2월 11일)는 610년 악정을 펼치던 전임 황제 포카스에게 제위를 찬탈하여 동로마 황제가 됐다. 그의 치세 동안 남쪽의 이슬람이 발흥하여 시리아, 팔레스타인, 이집트, 메소포타미아 등지를 잃었지만 군관구제와 둔전병제를 최초로 실시하여, 무너져가는 동로마 제국의 군대와 행정을 개편하고 라틴어 대신 그리스어를 공용어로 채택하는 등 제국을 민심에 맞게 변화시켰다. 열강과 이민족의 침략으로 풍전등화 상태였던 동로마 제국이 그가 창안하고 정착한 군사·행정조직 덕분으로 이후 800년이나 더 존속할 수 있는 기반이 만들어졌다.

## 생애

### 황제 등극
이라클리오스는 아르메니아 혈통의 집안 출신으로 아나톨리아 동부 카파도키아에서 태어났다. 그와 이름이 같은 아버지는 동로마 제국의 장군으로 사산 제국과의 전쟁에서 무공을 세우고 카르타고 총독으로 부임해 다스리고 있었다. 전임 황제 포카스의 학정에 못이긴 콘스탄티노폴리스의 시민들이 아버지 이라클리오스 총독에게 포카스 황제의 공포정치와 무능력으로부터 제국을 구해 달라고 호소하자 그는 원정군을 준비하고, 아들 이라클리오스에게 원정군 지휘를 맡겼다. 2년 동안 젊은 이라클리오스는 시칠리아, 테살로니키 등 제국 곳곳을 다니며 반란 세력을 규합했고, 드디어 610년 10월 콘스탄티노폴리스 앞바다에 닻을 내리고 포카스를 폐위한 후 36살의 나이로 황제가 됐다.

### 무너지는 제국
그가 황제에 즉위했을 때, 당시 제국의 상황은 최악으로 치닫고 있었다. 아바르족과 슬라브족은 각각 트라키아와 발칸반도를 유린했고, 페르시아는 보스포루스 해협의 맞은편까지 진출했다. 비록 수도 콘스탄티노폴리스는 난공불락의 요소였기에 안전했지만 제국의 변방은 속절없이 무너지고 있었다.
호스로 2세의 사산 제국은 611년 안티오키아를 점령했고 613년 다마스쿠스, 614년 예루살렘, 616년에는 이집트를 손에 넣었다. 특히 예루살렘 함락 이후 페르시아에 협력한 유대인에 의해 대대적인 그리스도인의 학살과 약탈이 벌어졌고, 이때 그리스도의 성십자가를 페르시아에 빼앗김으로써 제국민들에게 충격을 주었다.
618년 이라클리오스는 제국의 수도를 카르타고로 옮기는 극단적인 조치를 취하여 제국을 쇄신하려고 했으나 콘스탄티노폴리스 총대주교 세르기오스 1세와 콘스탄티노폴리스 시민들의 격렬한 반대로 뜻을 이루지 못했다.

### 제국의 쇄신
이라클리오스는 즉위 직후 행한 첫 번째 직무는 제국의 영토를 전쟁에 대비해 새롭게 편제하는 것이었다. 그는 카르타고 총독령에서 아버지 밑에서 근무한 경험을 바탕으로 제국을 새로운 테마로 편제하여 변방의 속주를 엄격한 군사적 노선에 따라 재편했다. 테마 제도는 잘 훈련되고 믿음직한 국민군을 형성할 수 있게 했다. 지방 정부는 행정권과 군사권을 모두 갖는 한 명의 군대 사령관(스트라테고스)에게 위임됐다.
두 번째 개혁은 제국 재정을 복구하는 일이었다. 612년 황후 에프도키아가 죽은 후 이라클리오스는 조카딸 마르티나와 결혼했다. 이 때문에 그는 교회의 격렬한 반대를 받았다. 황제는 다가올 전쟁을 대비해 막대한 자금이 필요했고, 교회는 제국에서 가장 돈이 많은 곳이었다. 그러자 황제는 전쟁을 종교전쟁(성전)으로 포장해 교회의 지원을 얻는 데 성공했다.

### 성전(聖戰)
이라클리오스는 이란과 전쟁에 앞서 아바르족 문제를 매듭지어야 했다. 619년 아바르족과 트라키아의 헤라클레아에서 협상했으나 아바르족의 배신으로 거의 사로잡힐 뻔한 일도 있었다. 그러나 622년 헤라클리우스는 아바르족의 배신을 용서한 후 그들과 강화를 맺고 페르시아를 공격할 준비를 했다.
622년 부활절 다음날에 이라클리오스는 함대를 이끌고 수도를 떠나 페르시아 원정을 떠났다. 그는 페르시아의 허를 찌르기 위해 해로로 이동했다. 로도스섬을 지나 소아시아의 남쪽 해안을 돌아 이수스에 상륙했는데 이때 성전을 주창해 사실상 최초의 십자군을 이끌었다. 그는 눈부신 활약으로 흑해로 진격했고, 페르시아군에게 대승을 거두었다. 그 해 겨울, 그는 병사들을 폰투스에 남겨두고 해로를 이용해 콘스탄티노폴리스로 귀환했다.
페르시아 원정 2년째, 그는 더욱 눈부신 전승을 거두었다. 그의 군대는 아르메니아를 거쳐 호스로 2세가 있는 간자로 쳐들어갔고 승리를 거두어 호스로를 니네베로 퇴각시켰다. 병사들은 페르시아 수도인 크테시폰을 향해 진군하고 싶어했지만 아내 마르티나가 출산을 앞두고 있었기에 이라클리오스는 돌아가고 싶었다. 이라클리오스는 병사들에게 진퇴 문제를 하느님에게 맡기기로 하고 성서가 가르쳐 주는 대로 하기로 했다. 사흘 동안 금식기도를 한 뒤 군대 앞에서 성서를 펼쳐 눈에 띄는 구절을 읽었다. 비록 정확히 어떤 구절이 나왔는지 알려지지 않았지만 거기에는 철수하라는 하느님의 명령으로 해석할 수밖에 없는 구절이 들어 있었다.
그 후 동로마군이 아나톨리아로 후퇴하는 도중 사루스 강 서안에 진을 쳤을 때, 페르시아군이 맞은편 강둑에 갑자기 나타났다. 동로마군은 성급하게 적을 쫓아 다리를 건너 돌진했다가 매복하고 기다리던 적군에게 섬멸당했다. 제국군이 처음 당하는 패배였는데 자칫 괴멸로 이어질 위기였다. 이때 이라클리오스는 거의 초인적인 용맹을 발휘해 다리로 달려가 페르시아군을 무찔렀다.
626년 페르시아군은 아바르족, 슬라브족과 연합하여 콘스탄티노폴리스를 협공하기 위해 보스포루스 해협으로 진격했고, 6월 29일 아바르족과 슬라브족 등은 엄청난 대군을 이끌고 콘스탄티노폴리스의 성벽을 포위했다. 총대주교 세르기오스와 수도의 군대, 주민들은 두 달간의 공격을 성벽 안에서 막아낸 후, 페르시아군을 싣고 보스포루스 해협을 건널 예정이던 아바르족의 함대를 격침시켰다. 결국 페르시아의 지원을 받지 못한 아바르족은 후퇴했다.
이라클리오스는 수도의 위협이 제거되자 다시 페르시아를 침략했다. 이번에는 아르메니아의 산악 지방을 가로질러 티그리스 평야로 진격한 뒤 627년 12월 12일 니네베 유적지 근처에서 페르시아군과 격돌했다. 이 전투에서 이라클리오스는 페르시아 장군 3명과 일대일 대결을 벌여 승리했고, 앞장서서 적진 속으로 뛰어들어 적군을 물리쳤다. 한 달 뒤, 연패한 호스로는 도망쳤고, 이라클리오스는 엄청난 보물이 있는 다스타기르드에 무혈입성했다. 이듬해 호스로 2세는 폐위당했고, 새로운 페르시아 황제는 이라클리오스와 강화 조약을 맺었다. 이라클리오스가 요구한 것은 성십자가와 포로 및 페르시아가 점령한 로마 영토를 돌려달라는 것뿐이었다. 628년 9월 14일 이라클리오스는 성십자가를 앞세워 당당히 수도 콘스탄티노폴리스로 개선했다. 629년에 그는 직접 그리스도의 성십자가를 가지고 예루살렘을 방문해 성묘 성당에 안치했다. 632년 그는 유대인에게 강제 세례를 받으라고 칙령을 내렸다. 예루살렘에서 있었던 유대인들의 배신 행위에 대한 보복이었다.

### 이슬람의 발흥과 말년
아라비아의 황량한 사막에서 세력을 키운 이슬람 세력은 순식간에 동로마 제국의 영토를 침범해 634년 시리아를 침공했다. 당시 이라클리오스는 안티오키아에서 그리스도 단성론으로 갈라진 제국의 기독교를 일치시키려 노력하고 있었으나 결국 실패한 상태였다. 세력을 확장한 이슬람은 634년 다마스쿠스를 함락시켰다. 황제는 대군을 편성해 이슬람에 맞섰으나 636년 제국군은 야르무크에서 벌어진 대규모 전투에서 패배했다. 결국 637년에는 안티오키아가, 637년 예루살렘이, 곧이어 시리아와 이집트가 이슬람 손에 떨어지는 것을 막을 수 없었다.
당시 이라클리오스는 심각한 병에 걸려 쇠약해져 있었다. 이슬람에 패한 후 그는 겨우 몸을 추슬러 수도로 귀환했는데 공수병으로 보스포루스 해협을 건널 수 없었다. 몇 주 동안 보스포루스 해협의 아시아 쪽 연안에 머물러 있다가, 그는 겨우 용기를 내어 나뭇잎으로 물이 보이지 않게 가린 부교를 건너 콘스탄티노폴리스로 돌아갔다.
황후 마르티나는 전 황후 에프도키아의 아들 콘스탄티노스 3세와 자신의 아들인 이라클로나스가 공동 황제가 되게 하려고 노력했고, 결국 두 사람은 공동황제가 됐다. 말년에 헤라클리우스는 마지막으로 단성론 문제를 해결하고자 《진술》(Ἔκθεσις)이라는 문서를 발표했다. 이 문서는 네 곳의 총대주교의 승인을 받았으나, 641년 초 새로운 교황 요한 4세의 비난을 받았다. 거기다 이슬람군이 알렉산드리아를 침공한다는 소식까지 들려오자 의지를 상실한 황제는 641년 2월 11일 여러 가지 병(수종과 전립선비대증이나 요폐증으로 추정된다)으로 고통받다가 죽었다.

## 문화적 업적
이라클리오스는 빛나는 군사적 업적 외에도 여러 가지 문화적 업적을 낳았다. 풍전등화 상태였던 동로마 제국은 그가 창안하고 정착한 군사·행정 조직 덕분에 이후 800년이나 더 존속할 수 있는 기반을 구축했다. 이것은 중세 동로마 제국의 중추가 됐다.
문화적으로도 이라클리오스는 새로운 이정표를 만들었다. 그는 제국 공용어를 라틴어에서 그리스어로 전환했다. 하지만 제국민 대다수는 라틴어를 모르고 그리스어를 사용했기에 자연스럽게 전환됐다. 궁정에서도 그리스적 개혁을 벌여서 이전까지 황제의 공식 직함은 임페라토르 카이사르 아우구스투스(Imperator Caesar Augustus)였으나 이라클리오스의 개혁으로 황제 직함은 그리스어로 제왕을 뜻하는 바실레우스(Βασιλεύς)로 바뀌었다.
| 전임 포카스 (602 - 610) | 동로마 제국의 황제 610년 - 641년 | 후임 콘스탄티노스 3세 (641) |